# Huff-Daland XHB-1
L'Huff-Daland XHB-1, indicato come Cyclops (inglese Ciclope) dall'azienda, fu un bombardiere pesante, monomotore e biplano, sviluppato dall'azienda aeronautica statunitense Huff-Daland Aero Corporation nei primi anni venti del XX secolo e rimasto allo stato di prototipo.
Evoluzione ingrandita del bombardiere leggero LB-1, fu proposto come dotazione ai reparti di bombardamento dell'United States Army, tuttavia le autorità dell'esercito ritennero che un modello monomotore non fosse adatto a ricoprire il ruolo a cui era destinato e non venne accettato.
L'esperienza acquisita venne riutilizzata per lo sviluppo del bimotore XB-1 "Super-Cyclops", senza riscuotere anch'esso l'interesse da parte dell'US Army.

## Storia del progetto
Nei primi anni venti, dopo che la Huff-Daland era riuscita ad ottenere la commessa per 10 esemplari del suo bombardiere leggero, l'LB-1, l'azienda decise di avviare lo sviluppo di un nuovo modello da bombardamento pesante, mantenendo l'impostazione dell'LB-1, monomotore in configurazione traente e biplano, ma ingrandendone le dimensioni e affidando la propulsione a un motore in grado di fornire una potenza pari a 1 200 hp (1 217 CV; 895 kW).
L'ufficio tecnico realizzò il progetto di un velivolo dall'impostazione, per l'epoca, classica, configurazione alare biplana e impennaggio classico monoderiva, in grado di trasportare un equipaggio di quattro persone, pilota e co-pilota, che occupavano affiancati la cabina di pilotaggio aperta, e navigatore/mitragliere e secondo mitragliere che potevano accedere uno alla postazione superiore dotata di due mitragliatrici Lewis calibro .30 in (7,62 mm) e il secondo che utilizzava una piattaforma retrattile che poteva essere abbassata sotto la fusoliera. Completavano la dotazione bellica altre due mitragliatrici Browning, fisse e paricalibro, montate sulle ali, e il carico in bombe da caduta fino a 4 000 lb (1 815 kg).
Il prototipo, numero di serie 26-201, al quale l'azienda diede la denominazione non ufficiale Cyclops ma che, secondo le norme allora vigenti, ricevette dalle autorità la designazione XHB (eXperimental Heavy Bomber, bombardiere pesante sperimentale), apparve per la prima volta nell'ottobre del 1926. Il velivolo dovette però essere completato con una diversa motorizzazione, in quanto il propulsore originalmente previsto non riuscì mai a superare i problemi tecnici in fase di sviluppo. Venne così equipaggiato con il Packard 2A-2500, 12 cilindri a V raffreddato a liquido, da 787 hp (798 CV; 587 kW) già utilizzato dall'LB-1 che, tuttavia, risultava sottopotenziato per le esigenze di servizio.
Nel frattempo, già dall'aprile del 1926, l'US Army aveva deciso che i bombardieri monomotore erano insoddisfacenti, preferendo la soluzione a doppio motore che, oltre a garantire maggiore sicurezza nel caso di malfunzionamento di uno dei propulsori, lasciava spazio per una postazione sul muso sfruttabile a scopo difensivo o di puntamento. Di conseguenza non venne emessa alcuna commessa e l'XHB-1 rimase l'unico esemplare costruito.

## Utilizzatori
Stati Uniti
- United States Army Air Corps